# Naupala
Naupala là một thị trấn thống kê (census town) của quận Haora thuộc bang Tây Bengal, Ấn Độ.

## Nhân khẩu
Theo điều tra dân số năm 2001 của Ấn Độ, Naupala có dân số 7123 người. Phái nam chiếm 53% tổng số dân và phái nữ chiếm 47%. Naupala có tỷ lệ 61% biết đọc biết viết, cao hơn tỷ lệ trung bình toàn quốc là 59,5%: tỷ lệ cho phái nam là 67%, và tỷ lệ cho phái nữ là 54%. Tại Naupala, 13% dân số nhỏ hơn 6 tuổi.